# 知识交换格式
知识交换格式（Knowledge Interchange Format，缩写为 ）是一种針對计算机的语言，用于在不同的计算机程序之间交换知识。